# アジャコング
アジャコング（本名： 宍戸 江利花〈ししど えりか〉、1970年9月25日 - ）は、東京都立川市出身の女子プロレスラー、タレント、女優。血液型Ｏ型。芸能活動はWAHAHA本舗に所属。100kgを超える体重から繰り出すパワフルなファイトが特徴。女子プロレスラーの中でもレジェンドと言われる重鎮の一人。

## 所属
- 全日本女子プロレス（1986年 - 1997年）
- フリーランス（1997年 - 2006年）
- OZアカデミー女子プロレス（2006年 - 2022年 ）
- 超花火プロレス（2020年 - ）

## 来歴

### 幼少期
父親が米軍立川基地に勤務していたアフリカ系アメリカ人で、母親は日本人。「江利花」という名前は父親がエリカ属の花から命名した。両親は事実婚だったが、幼少時に父の突然の本国召還のため離別を余儀なくされ、母子家庭に育つ。母は、父との関係を良く思わない親族全てから絶縁されていた。小学5年生の時に立川市から昭島市へ転居。小学校時代から母の勧めで空手を習い始める。中学卒業まで「混血」などとからかわれ毎日のように喧嘩をし、深刻ないじめに悩み続けていたという。多摩辺中学ではバレーボール部に所属。

### 全日本女子プロレス時代
中学校卒後、全日本女子プロレス（以下「全女」と表記）へ入門。1986年9月17日、秋田県男鹿市体育館の対豊田記代戦でデビュー。当時ジャパン女子プロレスでプロデビューした1期生が丁度同期であることから、団体対抗戦ブームの頃には同期対決で活躍した。1990年に母が肝臓癌で死去する事態に見舞われたが、その悲しみをバネに奮起することになった。母の死去の際にはアジャは試合会場にいたが、突然、理由を告げられずに試合の繰上げを申し渡されたことで、母親の死を察したという。その試合開始直後、リング上で対戦相手が涙を流して向かってきた。これは、事前に対戦相手にも繰上げを了承してもらうため事情を説明していたためである。このとき悲しい予感の的中を確信した。
若手時代はブル中野率いるヒール軍団「獄門党」の一員であり、新人時代は「極悪同盟」のメンバーで中野の付き人を担当していた。そのため入門当時から現在まで、公私共に中野にとても可愛がってもらっていると本人も度々語っている。しかしアジャは、素人時代から部屋にポスターを貼っていたなど、元々はクラッシュ・ギャルズの大ファンであり、長与千種に憧れて入門したベビーフェイス志望だった。そのためアジャにとっては、ヒールでの活動は不本意であった。今後悪役で長与とは試合をしたくないとの思いでとても悩んでおり、ヒール側リーダーのダンプ松本にその悩みを相談していたとき、通りかかった長与からサングラスを渡され「このサングラスが似合う悪党になれ」と励まされた事で踏ん切りがつき、悪役レスラーの道を突き進んだ。このサングラスは今も大切に保管してあるとのこと。
男子中心に興行を行っていたユニバーサル・プロレスリングに全女の選手が出場し、そのセコンドとしてリング下にいた際にフェイスペイントやモヒカン刈りと巨漢の体躯により観客から注目され、その後選手としても参戦した。この試合が好評を得て男子プロレスファンを全女リングに呼び込むことに成功し、飛躍のきっかけを掴んだ。バイソン木村とアジャ&バイソンのタッグチームを組み、試合内容で高い評価を受けたことで男性ファン層を拡大し、1990年代には中野に反旗を翻して同期のバイソン木村と共に獄門党を離脱しジャングル・ジャックを結成。中野ら獄門党とのヒール同士の抗争を繰り広げ、団体対抗戦突入以前の全女を盛り上げる。特に1990年11月の金網デスマッチでの対中野戦では、流血戦の末に金網最上段からのギロチンドロップを受け敗れたが、女子プロレスとしては初めて『週刊プロレス』の表紙を飾り、現在でも語り草となっている。その後、1992年11月にアジャが中野に勝利し2年の抗争は決着した。
団体対抗戦に入ってからは、アジャの持つWWWA世界シングル王座を巡ってのダイナマイト・関西（JWP）とのヘビー級対決や、新人時代に苦手としていた工藤めぐみ（FMW）と対戦した。このとき、リングサイドには2人の師匠のジャガー横田がおり、試合後に2人で礼をし「こんなに大きくなりました」と感謝の言葉を述べた。ジャガーも立派に育った教え子の姿に涙を流していたという。
また、1995年にはWWF（現・WWE）のPPV・サバイバー・シリーズに出場。モンスター・リッパーやライオネス飛鳥、渡辺智子と「チーム・フェイ」を組み、アランドラ・ブレイズ、井上京子、チャパリータASARI、長谷川咲恵ら「チーム・ブレイズ」とのエリミネーションマッチを戦う。最後まで残ったアジャは、当時のWWF世界女子王者のブレイズを裏拳で倒し日本だけにとどまらずアメリカにもその名を広めた。その年末の全女・後楽園大会にて、現地でもらったディーゼルのTシャツ等をチャリティーオークションに出した際、WWF出場は夢だったと心境を語った。

### フリー時代
1997年に全女を退団、小川宏（元全女企画広報部長）と新団体「アルシオン」を設立する。アジャはファイティング・プロデューサーの肩書きを持っていたが、所属選手ではなくフリーランスとして参加した。しかし、のちに小川と意見が対立し退団。GAEA JAPANへと戦いの場所を移す。2000年代はハッスル等の男子プロレスにも活動領域を広げて活動。なおハッスルではリングネームを本名から取ったEricaとした。このとき、アジャ本人はEricaは、「友人」であると主張している。「Erika乙女軍団」を率いて「高田アマゾネス軍」との抗争を繰り広げた。2006年に入り、更なる飛躍を目指して男子との対戦を開始し、全米No.1タッグチームともいわれるチーム3Dとの対戦を実現させた。レイザーラモンHGこと住谷正樹のことが好きで、2005年9月のテレビ番組にて愛の告白をしたこともある。レイザーラモンHGからは「友達から始めましょう」と言う返事をもらい、交友関係が生まれている。その後、レイザーラモンHGもハッスルに参戦したが、試合での接点は無かった。

### OZアカデミー女子プロレス時代
2006年10月23日にOZアカデミー参戦を発表、チャンピオンベルトコレクターとして同団体の初代女王を目指すためと公言。後に尾崎魔弓の策略にはめられてOZ入りしたと発言。
2007年3月10日の新宿FACEにおける第25回OZアカデミー興行「女王誕生」におけるOZアカデミー認定無差別級初代王者決定トーナメント決勝戦で、永島千佳世を破って宣言どおりに初代女王となった。
2007年12月31日のハッスルでの試合では、『めちゃ×2イケてるッ!』のコーナーフジTV警察24時（2007昼の部）でもやった沢尻エリカネタを披露、「特にありません」「別に」という映画館での態度を真似し、金村キンタローに「ネタが古いねん」と突っ込まれた。2008年1月、カルロス天野に王座を奪われると、松本浩代・AKINO・輝優優（後に中川ともかが加入）をメンバーに迎え、尾崎軍に続く派閥を結成。後にチーム名を「ジャングル・ジャック21」と命名。2009年1月には、松本浩代と共にOZアカデミー認定タッグ王座を獲得した。
2015年現在、プロレスラーとしてはOZアカデミーの他、プロレスリングWAVEやDDTプロレスリング、センダイガールズにも参戦している。特にセンダイガールズでは、代表者・里村明衣子の最大の敵として、旗揚げ戦や眼窩底骨折からの復帰戦など、節目の試合などでシングル戦の相手を務める事が多い他、里村の良き理解者として里村が主催するトークショーにも出席したりする。
2016年7月18日、後楽園ホールにて「アジャコング30周年記念興行～SUMMER JUMBO 寿～」を開催。
2020年7月11日、超花火プロレスの社長に就任（OZアカデミー選手兼任）。
2022年12月末、OZアカデミーを退団。以降はフリーとして国内外の団体に参戦している。

### タレント、女優としての活動
1994年から1997年にかけて、キリンビバレッジ社の清涼飲料水「きりり」のCMで瀬戸朝香と共演し、これがきっかけで瀬戸が所属していた芸能事務所フォスターに全女退団時より所属し、テレビ番組にも出演するようになった。一斗缶や裏拳でお笑い芸人を殴るスタイルは有名となり、芸能人としても全国区の知名度になった。その後も数々のバラエティー番組に出演。
2007年10月27日公開の映画『自虐の詩』に主人公の親友「熊本さん」役で出演した。
2010年6月末、芸能活動の所属を同年7月1日よりWAHAHA本舗に移すことを発表した。移籍理由は「“居心地が良すぎると、居心地が悪くなる”という、私のおかしな性質がムクムクと頭をもたげてきてしまいまして」と自身のブログで説明している。WAHAHA本舗では劇団本公演への出演はもちろんのこと、猫ひろしとのユニット結成なども計画にあると明らかにしている。同年8月、老人介護の闇を暴く映画『老獄/OLD PRISON』（辻岡正人監督）で、主演の看護婦役に抜擢された。

## 得意技
裏拳
グローブをはめた拳を叩いてアピールし、その拳を前に突き出して体を時計回りに一回転させその勢いのまま相手を手の甲で殴りつける技。
ここぞと言う場面ではグローブを外し素手で繰り出す場合もある。
垂直落下式ブレーンバスター
アジャ缶の上に向かって相手の脳天を落とす場合もある。
背面式ダイビングエルボードロップ
トペ・スイシーダ
大一番でしか出さない技。
バックドロップ
右から投げる選手が多い中、左から投げる数少ない使い手。
一斗缶攻撃
入場時に持ってくるアジャの顔のペイントが施された一斗缶、通称「アジャ缶」で相手を殴りつける反則攻撃。缶の上面は開放されており、側面で殴れば「大きな音とともに缶がひしゃげる」視覚・聴覚上の大きなインパクトを生む道具として、底面や角で殴れば大きなダメージを与える凶器として、用途を使い分けることができる。ごく初期にはアルミむき出しの缶を持参していたが、ほどなくアジャ缶を自作するようになる。「ハッスル」ではハートマークのペイントが施されたエリカ缶を使う。現在はデザインのない普通の一斗缶を使用しており、アジャ曰く醤油の一斗缶が一番いいと公言している。
雪崩式水車落とし
アジャボム
変形パイルドライバー。相手にダメージを与えるために足をおさえる
パワースラム
相手をロープに振り、戻ってきた所を受け止め、そのまま体を捻りながらマットへ叩きつける技。
ケツで押し潰す
ヒップ・ドロップ・ホールド。主に若手相手のフィニッシュとして使用。

## リングネームの由来
全日本女子プロレスに所属した時に当時から現在まで可愛がられている一年先輩の北斗晶によって「お前の顔って『アジャ』って感じだよな、今日からお前のあだ名は『アジャ』な」と言われた。その後アジャのリングネームを考える時に団体のある偉い人が「ブラック・サンデー」という名前を考えた。しかし、ロッシー小川により「こいつには『アジャ』って立派な名前（アジャ本人は特に立派とは思っていなかったが、先輩に言われたら断れないため受け入れたもの）があるから『ザ・アジャ』はどうだ?」という提言により「ザ・アジャ」となるもイマイチ音の響きがしっくりこないため一日だけで使わなくなり、本名を使った「アジャ宍戸」で活動を始める。
その後、元々小柄（入団当時は60kg）だったアジャは周りから体を大きくするように言われて3年後に体重を数10kg増やして技を決めた時に胸をたたくなどの演出をしていた。この動きを見た団体の人から「キングコング・アジャ」って名前がいいのではとの話になると女だから「クイーン・コングアジャ」、長いため「コング・アジャ」に決まりかける。「コング・アジャ」で試合をしたが、終了後に氏家清春リングアナから「『コング・アジャ』だとコールする時に音を伸ばしにくい。逆にして『アジャコング』にした方が呼びやすい」との提言により、「アジャコング」に最終決定した。
後付の理由で「アジアのキングコング」の意という事になっている。

## 酒関連のエピソード
全女にはいわゆる「三禁」があったが、実際は試合に影響さえなければ自己責任の下で大目に見てもらえたので飲酒をする全女のレスラーはいた。アジャもその1人である。
- 20歳を過ぎて名前が売れた頃から、西脇充子に誘われて六本木・芋洗坂にあった10人も入ったら満席になるスナックでよく飲んでいた。その店の常連は上戸ばかりであり、ボトルを1本空けないと「ヘタレ!」と言われるくらいであった。時には羽振りの良い客が居合わせた人全員にボトルを1本ずつプレゼントするので、店にいる者たち全員で早飲み競争をしたことがある。[21] そのうちアジャひとりでも店に通い出し、東京にいる時はほぼ毎晩、地方巡業で試合をして深夜に帰宅であっても目黒の自宅からタクシーを走らせて通った。その様子は店の常連から「マンションを解約して、荷物を店に置いとけばいいじゃん。お風呂はサウナで十分」と冷やかされる始末であった。この生活は六本木の大規模都市再開発の影響によりその常連スナックが閉店するまで5年から6年続き、アジャはすっかり酒に強くなったという。[22]
- 上記のように酒に相当慣れていたアジャだが、それでもトラウマになった出来事がある。翌日は試合が無く、当時原宿にあった全女のアンテナショップでのイベント出演の予定だけという前夜に、師匠であるブル中野に飲みに連れて行かれ目黒の居酒屋で2人で「ビール大瓶50本」を飲んだが、この時をアジャが後年振り返った際「さすがに翌朝の二日酔いの酷いことといったらない」と述べている。翌日、本来後輩であるアジャが先輩である中野を送り迎えするべきところ、アジャがあまりに酷い酔いだったため、二日酔いにならなかった中野がアジャの送り迎えを行い、イベントでも中野がトークの中心になってお客さんを盛り上げた。[22] 「ブルさんはケロッとしてるだけじゃなく、私を気遣ってちゃんとフォローもしてくれたわけです。先輩だとか、強いってだけじゃなく、ひとりの女性としても、もう頭が上がらないですよ」と中野を最大限にリスペクトするコメントを残している。アジャはこの時の二日酔いがトラウマとなり、それ以後ビールが飲めなくなったという。[23]

## 入場テーマ曲
- THE HELLION〜ELECTRIC EYE (JUDAS PRIEST)
- Jungle Emperor（野村義男作曲） - 1994年〜1997年頃に使用

## タイトル歴
全日本女子プロレス
- 第38代、第40代WWWA世界シングル王座
- 第92代・第94代・第95代・第120代WWWA世界タッグ王座（パートナーはグリズリー岩本→バイソン木村2回→アメージング・コング）
- 第16代オールパシフィック王座
- 全日本シングル王座
- 全日本タッグ王座
- ジャパングランプリ優勝（第8回・第12回）
- タッグリーグ・ザ・ベスト優勝（第7回）

アルシオン
- 第2代クイーン・オブ・アルシオン王座
- 第3代ツインスター・オブ・アルシオン王座（パートナーは吉田万里子）

GAEA JAPAN
- 第4代・第6代・第13代AAAWシングル王座
- 第3代・第9代・第14代AAAWタッグ王座（パートナーは尾崎魔弓→デビル雅美→アメージング・コング）

ハッスル
- ハッスルスーパータッグ王座

OZアカデミー女子プロレス
- 初代・第5代OZアカデミー認定無差別級王座
- 第3代・第9代・第14代・第18代OZアカデミー認定タッグ王座（パートナーは松本浩代→伊藤薫→加藤園子→志田光）

DDTプロレスリング
- 第7代KO-D6人タッグ王座（パートナーは男色ディーノ&大石真翔）
- 第793代、第1012代、第1020代、第1297代、第1462代アイアンマンヘビーメタル級王座

センダイガールズプロレスリング
- 第3代センダイガールズワールドシングルチャンピオンシップ

超花火プロレス
- 第8代爆女王

## メディア出演

### テレビドラマ
- 女子刑務所東三号棟　第1話（1998年6月29日、TBS） - （「宍戸江利花」名義でクレジット） - 喜納エミリ 役
- 月曜ドラマスペシャル「目撃者-女探偵vs嘘つき少年」（1999年4月4日、TBS） - （「宍戸江利花」名義でクレジット） - 住田アイ 役
- 花とアリス（2004年3月13日公開、東宝） - 「サルとルー」面接参加者 役
- DRAMA COMPLEX　輝く女シリーズ　第3弾「プリズン・ガール」（2006年4月18日、日本テレビ） - マリ 役
- 自虐の詩（2007年10月27日公開、松竹） - 熊本さん 役
- ハンチョウ〜神南署安積班〜シリーズ4 〜正義の代償〜 第8話（2011年5月30日、TBS） - 郁恵 役
- 所轄刑事 第7作「能登・金沢 ストーカー連続殺人事件の闇」（2012年7月27日、フジテレビ） - 写真出演
- ここが噂のエル・パラシオ 最終話（2011年12月23日、テレビ東京） - ERIKA 役
- 安堂ロイド〜A.I. knows LOVE?〜 第3話（2013年10月27日、TBS） - 看守 役
- 私のホストちゃんS〜新人ホストオーナー奇跡の密着6カ月〜 (2014年7月〜、テレビ朝日) - 今井のおば:エリカ＝おじ:のぶお 役
- 牙狼〈GARO〉-GOLDSTORM- 翔 第6話,第22話（2015年5月15日、テレビ東京） - トラック運転手 役
- 浦安鉄筋家族（2020年4月11日 - 、テレビ東京） -  江戸紫桃代役

### テレビバラエティ
- 超次元タイムボンバー（テレビ朝日）
- 有吉反省会（日本テレビ）
- 月曜から夜ふかし（日本テレビ）
- 水曜日のダウンタウン（TBS）
- めちゃ²イケてるッ!（2007年12月8日、フジテレビ）
- AKBINGO!（2011年7月20日、2014年11月18日 他、日本テレビ） - 「ムチャぶりドッジボール」企画のプロレス技のプレゼンター、「エリカ様」として出演。
- NOGIBINGO!8（2017年6月6日、日本テレビ） -  第9回出演
- 相席食堂（2020年9月1日、朝日放送）

### Web番組
- ぶらり路上プロレス（2017年4月配信開始 、#16、Amazonプライム・ビデオ） - 伊橋剛太5番勝負対戦相手

### 映画
- 自虐の詩（2007年10月27日公開、松竹） - 熊本さん 役
- 老獄/OLD PRISON（2012年2月4日公開、REIZ INTERNATIONAL） - 主演 千鶴 役

### イベント
- 豆腐プロレス The REAL 2018 WIP QUEENDOM in 愛知県体育館（2018年2月23日、愛知県体育館） - グレゴリオ杏奈 役[24]

### CM
- キリンビバレッジ 「きりり」（1994年 - 1997年）瀬戸朝香との共演。
- 学校法人北海学園北海商科大学（2005年）

## その他のエピソード
- 元福岡ソフトバンクホークスのウラディミール・バレンティン外野手とは、彼が2011年に来日して東京ヤクルトスワローズに入団した際から容姿が似ていると話題になり、同年にはアジャがバレンティンへ激励メッセージを送っている[25]。なお、アジャコングに似ていると言われていることはバレンティン本人も認識しており、2016年にはインタビューで「アジャコング? 知っているよ、プロレスラーだろ」と答えている[26]。
- また、千葉ロッテマリーンズの井上晴哉も、日本生命硬式野球部時代から「アジャ」のニックネームで知られ[27]、2019年にはテレビ番組で共演し[28]、2021年の正月には激励の年賀状を井上に送った[29]。
- 1997年頃、ある男児を抱っこして写真に納まったが、その男児は後にプロレスラーとなった勝俣瞬馬であった。2017年3月23日に再会し再び抱っこして写真に納まっている[30][31][32]。同様のエピソードとして、2012年に当時7歳の炎華を抱っこしながら写真に収まったことがあり、12年後の2024年にはプロレスラーとなった炎華と当時と同じポーズで写真に収まっている[33]。
- その強面な見た目とは裏腹にかなりギャップが生じる本名(江利花)については一時期バラエティ番組でお笑い芸人から弄りの対象とされていたが、その後一般人(特に中年男性)からもSNSや会場内で執拗に弄られる事が増えて嫌悪感を抱くようになり、現在は公のメディアに出演する際に本名で呼ばれる事は事務所NGにしている事を告白している[34]。